# كمال أبو دلو
كمال حسن أبو دلو ( - 1982) ، نائب مدير مكتب منظمة التحرير الفلسطينية في روما. اغتيل فيها بتاريخ 17 حزيران 1982.